# Ujung Kulon Nemzeti Park
Az Ujung Kulon Nemzeti Park Indonéziában található, 762 km² területű nemzeti park. A park a jávai orrszarvú legutolsó szaporodási területe.